# William Berke
William Berke (Milwaukee, 3 ottobre 1903 – Los Angeles, 15 febbraio 1958) è stato un regista, produttore cinematografico e sceneggiatore statunitense.

## Filmografia

### Regista
- Crack-Up (Flash the Wonder Dog: Crack-Up) - cortometraggio (1934)
- Death Fangs (Flash the Wonder Dog: Death Fangs) - cortometraggio (1934)
- Wild Waters (Flash the Wonder Dog: Wild Waters) - cortometraggio (1935)
- Toll of the Desert (1935)
- Desert Justice (1936)
- Gun Grit (1936)
- Lawless Plainsmen (1942)
- Down Rio Grande Way (1942)
- Riders of the Northland (1942)
- Bad Men of the Hills (1942)
- Overland to Deadwood (1942)
- The Lone Prairie (1942)
- Riding Through Nevada (1942)
- L'avventura del cow boy (Pardon My Gun) (1942)
- A Tornado in the Saddle (1942)
- Tornado (1943)
- The Fighting Buckaroo (1943)
- Riders of the Northwest Mounted (1943)
- Saddles and Sagebrush (1943)
- Law of the Northwest (1943)
- Frontier Fury (1943)
- Robin Hood of the Range (1943)
- Hail to the Rangers (1943)
- Silver City Raiders (1943)
- Minesweeper (1943)
- The Vigilantes Ride (1943)
- Sailor's Holiday (1944)
- The Navy Way (1944)
- Girl in the Case (1944)
- Wyoming Hurricane (1944)
- Riding West (1944)
- The Last Horseman (1944)
- The Falcon in Mexico (1944)
- That's My Baby! (1944)
- Dark Mountain (1944)
- Dangerous Passage (1944)
- Double Exposure (1944)
- G 2 servizio segreto (Betrayal from the East) (1945)
- High Powered (1945)
- Why Girls Leave Home (1945)
- Dick Tracy (Dick Tracy, Detective) (1945)
- Ding Dong Williams (1946)
- Sunset Pass (1946)
- Rolling Home (1946)
- The Falcon's Adventure (1946)
- Rinnegata (Renegade Girl) (1946)
- I predoni della montagna (Code of the West) (1947)
- Sparo per uccidere (Shoot to Kill) (1947)
- Caged Fury (1948)
- Speed to Spare (1948)
- Waterfront at Midnight (1948)
- Racing Luck (1948)
- Jim della jungla (Jungle Jim) (1948)
- Il terrore dell'autostrada (Highway 13) (1948)
- La tribù dispersa (The Lost Tribe) (1949)
- I gangster del fuoco (Arson, Inc.) (1949)
- Sky Liner (1949)
- Complotto a San Francisco (Treasure of Monte Cristo) (1949)
- Il gigante della foresta (Zamba) (1949)
- Il capitano Gary (Deputy Marshal) (1949)
- L'orma del gorilla (Mark of the Gorilla) (1950)
- La laguna della morte (Captive Girl) (1950)
- Operation Haylift (1950)
- I Shot Billy the Kid (1950)
- On the Isle of Samoa (1950)
- Gunfire (1950)
- Train to Tombstone (1950)
- Border Rangers (1950)
- L'isola dei pigmei (Pygmy Island) (1950)
- La figlia di Zorro (The Bandit Queen) (1950)
- Furia del congo (Fury of the Congo) (1951)
- Danger Zone (Pier of Peril) (1951)
- Roaring City (Sisters in Crime) (1951)
- Smuggler's Gold (1951)
- Pier 23 (Flesh and Leather) (1951)
- Savage Drums (1951)
- La città che scotta (FBI Girl) (1951)
- The Hunter - serie TV (1952)
- I giganti della giungla (The Jungle) (1952)
- The Range Rider - serie TV, 10 episodi (1952-1953)
- The Marshal's Daughter (1953)
- Armando e Michaela Denis fra i cacciatori di teste (Valley of Head Hunters) (1953)
- The Goldbergs - serie TV, 1 episodio (1953) (1949)
- Le avventure di Gene Autry - serie TV, 2 episodi (1953)
- Man Against Crime - serie TV, 9 episodi (1953)
- Annie Oakley - serie TV, 2 episodi (1954)
- The Joe Palooka Story - serie TV, 5 episodi (1954-1955)
- I Spy - serie TV, 3 episodi (1956)
- Judge Roy Bean - serie TV, 1 episodio (1956)
- Four Boys and a Gun (1957)
- La strada dei peccatori (Street of Sinners) (1957)
- Island Women (1958)
- L'assassino ha lasciato la firma (Cop Hater) (1958)
- The Mugger (1958)
- Salvate la Terra! (The Lost Missile) (1958)

### Sceneggiatore
- Flashing Spurs, regia di B. Reeves Eason (1924)

### Attore
- The Double O, regia di Roy Clements (1921)
- The Marshal of Moneymint, regia di Roy Clements (1922)
- Barb Wire
- The Crow's Nest

- The Forbidden Trail, regia di Robert N. Bradbury (1923)